# Belladonna of Sadness
Kanashimi no Belladonna (яп. 哀しみのベラドンナ канасими но бэрадонна, «Печальная белладонна») — артхаусное аниме 1973 года, снятое режиссёром Эйити Ямамото на студии Mushi Production. Основано на совсем не художественной книге Жюля Мишле «Ведьма» и являлось частью эротической трилогии Animerama (яп. アニメラマ), созданной по инициативе Осаму Тэдзуки. Трилогия также включала аниме Cleopatra (яп. クレオパトラ, 1970) и Senya Ichiya Monogatari (яп. 千夜一夜物語, 1969).
Belladonna — единственное аниме серии, в работе над которым не принимал участия сам Тэдзука. Он покинул студию Mushi Production в самом начале работы над этим проектом и в титрах не упоминается. Belladonna имеет более серьёзный драматический сюжет, чем два предыдущих аниме. Она нарисована в стиле модерн и представляет собой последовательность статичных кадров с анимационными вставками. Коммерчески проект оказался провальным. Он также был представлен на Берлинском кинофестивале 1973 года.

## Сюжет
Супружеское счастье новобрачных Жанны и Жана нарушает барон, который в первую ночь вместе со своими лакеями насилует красавицу Жанну по «праву сеньора». Жанна возвращается в деревню к Жану, он успокаивает её, предлагая «забыть прошлое и начать все сначала». Спустя некоторое время, девушке начинает сниться фаллообразный дух, который предлагает силу и обещает поддержку в тяжелые времена. В деревне начинает свирепствовать голод, из всех селян только у Жанны и Жана хватает денег на оплату налогов, так как Жанне удается выгодно продать шерсть. Жан теперь в милости у барона, он становится сборщиком налогов. Какое-то время они живут счастливо, однако, барон поднимает налоги, чтобы финансировать военный поход. Когда Жан не собирает нужное количество денег у обнищавших селян, барон отрубает ему левую руку в наказание. Жан больше не может работать. После очередного посещения духа, Жанна берет большую ссуду у ростовщика, сама начинает заниматься ростовщичеством и спустя несколько лет превращается в самую влиятельную личность в деревне. Её боятся и уважают, а Жан превратился в пьяницу. Барон возвращается с войны победителем. Его жена, завидующая положению Жанны, обвиняет её в ведьмовстве. Священник это подтверждает. Жанну изгоняют из деревни, девушка бежит в лес, где заключает окончательную сделку с духом (дьяволом, как выясняется): продает душу, получает значительные волшебные силы. Она создает лекарство от чумы, охватившей деревню, чем зарабатывает признание ее жителей. Барон предлагает сделать ее второй по положению аристократкой в стране в обмен на лекарство, но она отказывается, говоря, что хочет править всем миром. За это барон приказывает сжечь ее на костре. Жан убит солдатами барона, когда он пытается отомстить, это злит жителей деревни. Когда Жанну сжигают, лица жителей деревни превращаются в лицо Жанны, выполняя предупреждение священника о том, что если ведьму сжечь, пока ее гордость не повреждена, зло в ее душе выживет и распространится, чтобы повлиять на всех вокруг нее. Спустя столетия влияние духа Жанны положило начало Французской революции.

## Роли озвучивали
- Жанна: Аяко Нагаяма
- Жан: Такао Ито
- Дьявол: Тацуя Накадай
- Милорд: Масая Такахаси
- Миледи: Сигако Симэги
- Католический священник: Масаканэ Ёнэкура
- Повествователь: Тинацу Накаяма